# Mérope de Mesenia
En la mitología griega, Mérope era una princesa arcadia, hija del rey Cípselo. Cuando los heráclidas invadieron Arcadia, Cípselo la entregó como esposa a uno de sus jefes, llamado Cresfontes, con la ciudad de Mesenia como dote, para tenerlo como aliado y salvar así su país.
Mérope y su marido gobernaron en Mesenia hasta que Cresfontes y los hijos que habían tenido murieron durante una sublevación. Sólo se libró su hijo Épito, que se refugió durante su infancia en la corte de su abuelo Cípselo y que juró que se vengaría cuando alcanzase la edad adulta. Hasta entonces, otro heráclida, llamado Polifonte, usurpó el trono de Mesenia y obligó a Mérope a casarse con él. Cuando Épito se hizo mayor, a petición de los arcadios regresó a Mesene, su ciudad natal, y mató a todos los que habían estado implicados en la muerte de su padre y de sus hermanos, incluyendo a Polifontes; liberó a su madre y se hizo cargo del trono que le correspondía.